# Copa de Moldavia 2022-23
La Copa de Moldavia 2022-23 fue la edición número 32 de la Copa de Moldavia. La competición empezó el 17 de agosto de 2022 y terminó el 28 de mayo de 2023. El equipo campeón accedió a la primera ronda de clasificación de la Liga Europa Conferencia de la UEFA 2023-24.
Sheriff Tiraspol conquistó su 12º título tras ganar en la final al Bălți en los penales.

## Fechas
La ronda preliminar y las dos primeras rondas propiamente dichas están regionalizadas para reducir los costos de viaje de los equipos.
| Ronda                    | Fechas                                                 | Total de partidos | Clubes  |
| ------------------------ | ------------------------------------------------------ | ----------------- | ------- |
| Primera ronda preliminar | 17 de agosto de 2022                                   | 4                 | 44 → 40 |
| Primera ronda            | 30 y 31 de agosto de 2022, 7 de septiembre de 2022     | 16                | 40 → 24 |
| Segunda ronda            | 14 de septiembre de 2022                               | 8                 | 24 → 16 |
| Octavos de final         | 18 y 19 de octubre de 2022                             | 16                | 16 → 8  |
| Cuartos de final         | 4–5 de marzo de 2023 (ida) 5 de abril de 2023 (vuelta) | 8                 | 8 → 4   |
| Semifinales              | 26 de abril de 2023 (ida) 3 de mayo de 2023 (vuelta)   | 4                 | 4 → 2   |
| Final                    | 28 de mayo de 2023                                     | 1                 | 2 → 1   |

## Primera ronda preliminar
8 clubes de la Liga 2 entraron en esta ronda. Los equipos que terminaron más arriba en la liga en la temporada anterior jugaron sus partidos de visitante. 17 clubes de la Liga 2 no jugaron en la ronda preliminar. Los partidos se jugaron el 17 de agosto de 2022.
| Fecha                | Hora  | Partido             | Partido          | Partido           |
| -------------------- | ----- | ------------------- | ---------------- | ----------------- |
| 17 de agosto de 2022 | 17:30 | Țarigrad            | 2-2 (pen. 5-6)   | Locomotiva Ocnița |
| 17 de agosto de 2022 | 17:30 | Vulturii Cutezători | 1-2              | Sîngerei          |
| 17 de agosto de 2022 | 17:30 | La Familia          | 4-0              | Cricova           |
| 17 de agosto de 2022 | 17:30 | Socol Copceac       | 2-2 (pen. 11-10) | Congaz            |

## Primera ronda
En esta ronda entraron 21 clubes de la Liga 2 y 11 clubes de la Liga 1. En un partido, se concedió la ventaja de local al equipo de la liga inferior. Si dos equipos son de la misma división, el equipo que terminó en mejor colocación en la liga en la temporada anterior juega de visita. Los partidos se jugaron los días 30, 31 de agosto y 7 de septiembre de 2022.
| Fecha                   | Hora  | Partido              | Partido        | Partido            |
| ----------------------- | ----- | -------------------- | -------------- | ------------------ |
|                         |       | Cruiz Plus           | W.O.           | Iskra Rîbnița      |
| 30 de agosto de 2022    | 17:00 | FC Visoca            | 1-1 (pen. 4-3) | Inter Soroca       |
| 30 de agosto de 2022    | 17:00 | Grănicerul Glodeni   | 1-2 (pró.)     | Speranța Drochia   |
| 30 de agosto de 2022    | 17:00 | Rîșcani              | 1-2            | Edineț             |
| 30 de agosto de 2022    | 17:00 | Codru Călărași       | 0-1            | FCM Ungheni        |
| 30 de agosto de 2022    | 17:00 | EFA Visoca           | 0-1            | Florești           |
| 30 de agosto de 2022    | 17:00 | Pepeni               | 1-0            | Olimpia Bălți      |
| 30 de agosto de 2022    | 17:00 | Locomotiva Ocnița    | 1-1 (pen. 4-2) | Fălești            |
| 30 de agosto de 2022    | 17:00 | Sîngerei             | 2-1            | Speranis Nisporeni |
| 30 de agosto de 2022    | 17:00 | FC La Familia Bender | 4-0            | Real Succes        |
| 30 de agosto de 2022    | 17:00 | Atletic Strășeni     | 1-3            | Victoria Bardar    |
| 30 de agosto de 2022    | 17:00 | Stăuceni             | 2-1            | Spartanii Selemet  |
| 30 de agosto de 2022    | 17:00 | Univer-Oguzsport     | 1-0            | Sucleia            |
| 30 de agosto de 2022    | 17:00 | Slobozia Mare        | 1-4            | Olimp Comrat       |
| 31 de agosto de 2022    | 17:00 | Maiak Chirsova       | 3-1 (pró.)     | Cimișlia           |
| 7 de septiembre de 2022 | 16:30 | Socol Copceac        | 2-3 (pró.)     | Văsieni            |

## Segunda ronda
Los 16 ganadores de la ronda anterior ingresaron a esta ronda. En un partido, se concedió la ventaja de local al equipo de la liga inferior. Si dos equipos son de la misma división, el equipo que terminó en mejor colocación en la liga en la temporada anterior juega de visita. Los partidos se jugaron el 13 de septiembre de 2022.
| Fecha                    | Hora  | Partido           | Partido | Partido          |
| ------------------------ | ----- | ----------------- | ------- | ---------------- |
| 14 de septiembre de 2022 | 16:00 | FC Visoca         | 0-2     | Speranța Drochia |
| 14 de septiembre de 2022 | 16:00 | Edineț            | 0-2     | Iskra Rîbnița    |
| 14 de septiembre de 2022 | 16:00 | FCM Ungheni       | 0-3     | Florești         |
| 14 de septiembre de 2022 | 16:00 | Locomotiva Ocnița | 1-0     | Pepeni           |
| 14 de septiembre de 2022 | 16:00 | La Familia Bender | 3-0     | Sîngerei         |
| 14 de septiembre de 2022 | 16:00 | Văsieni           | 0-5     | Victoria Bardar  |
| 14 de septiembre de 2022 | 16:00 | Maiak Chirsova    | 0-2     | Stăuceni         |
| 14 de septiembre de 2022 | 16:00 | Univer-Oguzsport  | 2-0     | Olimp Comrat     |

## Octavos de final
| Fecha         | Hora  | Partido           | Partido        | Partido           |
| ------------- | ----- | ----------------- | -------------- | ----------------- |
| 18 de octubre | 13:00 | Iskra Rîbnița     | 0-7            | Dacia Buiucani    |
| 18 de octubre | 13:00 | Locomotiva Ocnița | 0-2            | Milsami Orhei     |
| 18 de octubre | 13:00 | La Familia Bender | 0-5 (pró.)     | Sfîntul Gheorghe  |
| 18 de octubre | 13:00 | Dinamo-Auto       | 0-2 (pró.)     | Univer-Oguzsport  |
| 19 de octubre | 13:00 | Speranța Drochia  | 0-6            | Sheriff Tiraspol  |
| 19 de octubre | 13:00 | Florești          | 2-2 (pen. 2-4) | Petrocub Hîncești |
| 19 de octubre | 16:00 | Zimbru Chișinău   | 3-0            | Victoria Bardar   |
| 19 de octubre | 17:00 | Bălți             | 4-0            | Stăuceni          |

## Cuartos de final

### Partidos de ida
| Fecha      | Hora  | Partido          | Partido | Partido           |
| ---------- | ----- | ---------------- | ------- | ----------------- |
| 4 de marzo | 14:00 | Dacia Buiucani   | 0-3     | Sheriff Tiraspol  |
| 4 de marzo | 14:00 | Milsami Orhei    | 0-3     | Petrocub Hîncești |
| 5 de marzo | 14:00 | Sfîntul Gheorghe | 0-0     | Zimbru Chișinău   |
| 5 de marzo | 14:00 | Bălți            | 5-0     | Univer-Oguzsport  |

### Partidos de vuelta
| Fecha      | Hora  | Partido           | Partido        | Partido          |
| ---------- | ----- | ----------------- | -------------- | ---------------- |
| 5 de abril | 15:00 | Zimbru Chișinău   | 3-3 (pen. 6-7) | Sfîntul Gheorghe |
| 5 de abril | 15:00 | Univer-Oguzsport  | 1-4            | Bălți            |
| 5 de abril | 17:00 | Sheriff Tiraspol  | 3-1            | Dacia Buiucani   |
| 6 de abril | 17:00 | Petrocub Hîncești | 3-1            | Milsami Orhei    |

## Semifinales

### Partidos de ida
| Fecha       | Hora  | Partido          | Partido | Partido           |
| ----------- | ----- | ---------------- | ------- | ----------------- |
| 26 de abril | 16:00 | Sfîntul Gheorghe | 1-0     | Bălți             |
| 26 de abril | 18:00 | Sheriff Tiraspol | 2-0     | Petrocub Hîncești |

### Partidos de vuelta
| Fecha     | Hora  | Partido           | Partido    | Partido          |
| --------- | ----- | ----------------- | ---------- | ---------------- |
| 3 de mayo | 19:00 | Bălți             | 3-1 (pró.) | Sfîntul Gheorghe |
| 3 de mayo | 19:00 | Petrocub Hîncești | 0-1        | Sheriff Tiraspol |

## Final
La final se jugó el domingo 28 de mayo de 2023 en el Stadionul Municipal de Hîncești. El equipo "local" (a efectos administrativos) se determinó mediante un sorteo adicional realizado el 4 de mayo de 2023.
| 28 de mayo de 2023, 20:00 | Bălți | 0:0 (t. s.)(6:7 p.) | Sheriff Tiraspol | Stadionul Municipal, Hîncești                             |                                                           |
|                           |       | Reporte             |                  | Asistencia: 1.185 espectadores Árbitro(s): Petru Stoianov | Asistencia: 1.185 espectadores Árbitro(s): Petru Stoianov |

### Campeón
| Copa de Moldavia 2022-23    |
| --------------------------- |
| Sheriff Tiraspol 12º Título |